# Columbine (album)
Columbine – debiutancki album duńskiej piosenkarki Aury Dione. Został wydany 28 stycznia 2008 w Danii przez Music for Dreams, a 27 listopada 2009 roku w Niemczech przez Island Records. Wydanie niemieckie zawiera singel „I Will Love You Monday (365)”, „Stay the Same” i „Lulla Goodbye”, które nie figurują w oryginalnej wersji duńskiej.
Album zadebiutował na miejscu 3. w Danii, gdzie otrzymał certyfikat Gold, przyznawany przez IFPI za sprzedaż przekraczającą 15.000 egzemplarzy.

## Listy utworów

### Duńska edycja standardowa
1. „Glass Bone Crash”
2. „Little Louie”
3. „Something from Nothing”
4. „Picture of the Moon”
5. „You Are the Reason”
6. „Song for Sophie”
7. „I Will Love You Monday”
8. „Clean Hands”
9. „Are You for Sale”
10. „Antony”

### Duńska druga edycja
1. „Stay the Same”
2. „Lulla Goodbye”
3. „Song for Sophie” (Acoustic)
4. „Song for Sophie” (Jazzbox Remix)
5. „I Will Love You Monday” (Fagget Fairys Remix)
6. „Something from Nothing” (Jazzbox Remix)
7. „You Are the Reason” (DJ Disse Remix)
8. „I Will Love You Monday” (Jazzbox Remix)
9. „Are You for Sale” (Lulu Rouge Remix)
10. „I Will Love You Monday” (Peter Visti Remix)

### Niemiecka edycja
1. „Glass Bone Crash” – 2:24
2. „Little Louie” – 4:26
3. „Something from Nothing” – 3:26
4. „Stay the Same” – 3:11
5. „Picture of the Moon” – 2:44
6. „You Are the Reason” – 3:02
7. „Song for Sophie (I Hope She Flies)” – 3:19
8. „I Will Love You Monday (365)” – 3:23
9. „Clean Hands” – 3:51
10. „Are You for Sale” – 2:09
11. „Antony” – 4:40
12. „Lulla Goodbye” – 3:27

## Pozycje na listach
| Chart (2008–2010) | Peak position |
| ----------------- | ------------- |
| Austria           | 31            |
| Dania             | 3             |
| Niemcy            | 44            |
| Grecja            | 46            |
| Szwajcaria        | 30            |